# 수안사
수안사는 대한민국 경기도 김포시 양촌읍 대포리에 있다. 2007년 1월 2일 김포시의 향토유적 제10호로 지정되었다.

## 개요
수안사는 문양공(文襄公) 양성지(梁誠之)선생의 영정을 모신 사당으로 조선 성종때 건조되었으며, 본전은 정면 3칸, 측면 2칸의 사각기둥의 주심포 맞배집으로 기와를 얹은 전통한식 건축물이다.